# Лозовая (приток Лугани)
Лозовая — правый приток реки Лугани. Находится в Луганской области Украины.
Речная система: Лозовая → Лугань → Северский Донец → Дон → Азовское море.

## Название
Название реки происходит от славянского корня «лоза» с предположительным значением «извилистая».

## География
Берёт начало в местности между селом Вергулёвка и городом Дебальцево. Впадает в реку Лугань между населёнными пунктами Хорошее и Зимогорье.

### Населённые пункты
- Вергулёвка (село) — исток в юго-западных окрестностях
- Вергулёвка (посёлок)
- Комиссаровка
- Оленовка
- город Зоринск
- город Брянка
- Каменка
- Петровка
- Криворожье
- Хорошее — устье на реке Лугани в восточных окрестностях

## История
С рекой Лозовой связана история первых поселений города Брянки — это деревни Лозовая (по имени реки), Павловка и Петровка.

## Экологические проблемы
Река сильно загрязнена в черте города Брянки.